# Загребачка приградска железница
Загребачка приградска железница је приградска железничка мрежа која пружа услуге јавног превоза у Загребу и његовим предграђима. Овим приградским железничким саставом, уведеним 1992. на релацији Савски Мароф-Главни колодвор Загреб-Дуго Село, управљају Хрватске жељезнице и углавном покрива источни и западни део Загреба, користећи коридор М102 између Дугог Села и Главног колодвора у Загребу и коридор М101 између Главног колодвора у Загребу и Савског Марофа. 
2010. је продужена за још 3 станице, Сутла, Ладуч и Хармица, користећи коридор L102 између Савског Марофа и Хармице.

## Возни парк
Од почетка рада система, пруге су опслуживале електричне возове ХЖ серије 6111 које је произвео Ganz. 2011. прототип нове серије ЕМУ возова за приградски саобраћај Загреба предат је Хрватским железницама на употребу од стране Групе КОНЧАР (серије 6112-1 и 6 112–2; приградска верзија). Између 2015. и 2023. испоручено је додатних 27 гарнитура серије 6 112, које су постепено замениле све гарнитуре 6 111 на загребачким приградским линијама.  